# Fritz Birkmeyer

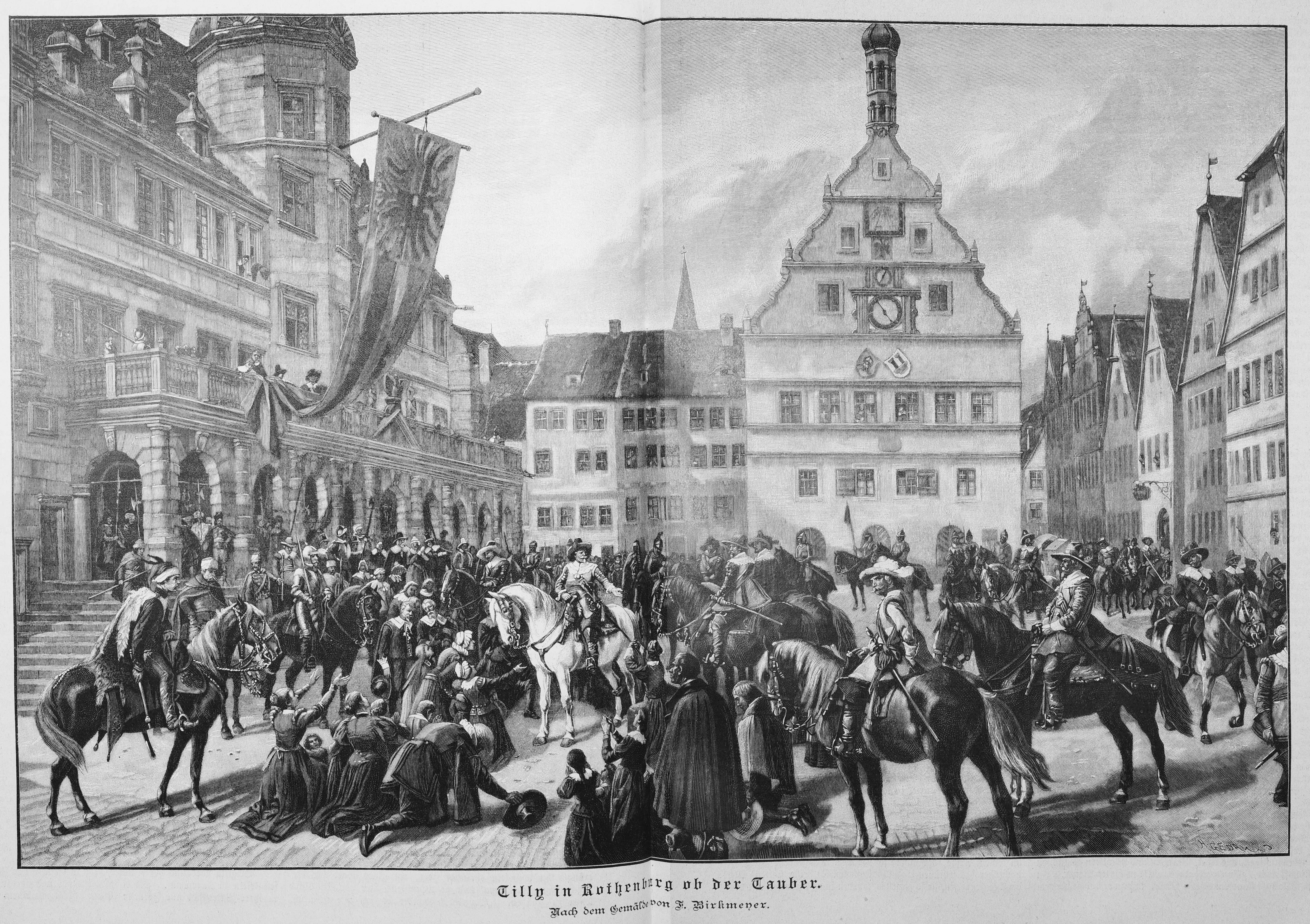
Stich nach Birkmeyers Original: „Tilly in Rothenburg ob der Tauber“ (Gartenlaube 1897)

Fritz Birkmeyer (* 13. Oktober 1848 in Rothenburg ob der Tauber; † 4. Dezember 1897 in München) war ein deutscher Zeichner, Maler, Glasmaler und Illustrator.

## Leben
Birkmeyer erhielt eine Ausbildung als Glasmaler bei Bernhard Mittermaier in Lauingen und schloss anschließend ein Kunststudium in Nürnberg ab. Nach einer schweren Kriegsverwundung 1870 wurde er aus der bayrischen Armee entlassen. Birkmeyer hielt seine Kriegserlebnisse in seinen Zeichnungen fest und war auch Illustrator von militärischen Werken und Jugendbüchern (z. B. Der Jungherr von Rothenburg).
Er entwarf die Kostüme und Uniformen für die Uraufführung des Historischen Festspiels Der Meistertrunk im Jahr 1881 im Kaisersaal des Rathauses von Rothenburg ob der Tauber sowie für den daran anschließenden Festzug. Bis einschließlich 1897 war er für die Leitung des Festzuges verantwortlich.
Weiters gestaltete Birkmeyer mehrere Entwürfe für Kirchenglasfenster u. a. für das Ulmer Münster sowie die Pfarrkirche von Wasserburg am Inn und Konstanz am Bodensee.
Reproduktionen von Birkmeyers Werken wurden in vielen populären Sammelwerken (z. B. Über Land und Meer) veröffentlicht.

## Werk
- 1891: Die Wachen am Stadttor, Öl auf Holz, 20,5 × 27 cm